# LET美HOME
《LET 美 HOME》（韓語：렛미홈）是由韓國tvN製作的家居改造電視節目。節目由金勇萬、李泰蘭、李天熙、素珍主持。節目基本的目的是改造申請者的家居環境，繼而令申請者及其家人相處更融洽。
香港開電視於2021年7月11日及18日，以《空間改造王 韓國篇》的名義播映本節目，並設粵語配音。首集收視低開2.8。網上部分討論區劣評如潮，網民聲言放棄追看。本節目在香港開電視只播出兩集，於東京奧運完結後即改回播出《空間改造王》。後來，HOY TV於2023年1月以《打造完美屋》重新播出本節目完整版。